# 福岡県道725号瀬高停車場線
福岡県道725号瀬高停車場線（ふくおかけんどう725ごう せたかていしゃじょうせん）は、福岡県みやま市を通る一般県道である。

## 概要
みやま市瀬高町下庄のJR九州鹿児島本線 瀬高駅から国道209号交点に至る。JR九州鹿児島本線 瀬高駅へのアクセス道路のひとつのある。
西端の国道209号緑町交差点より西側にはさらにみやま市道が延びており、そちら側からJR九州鹿児島本線 瀬高駅へのアクセスを補完する役割もある。なお、堀川バスの瀬高柳川線は並行する国道443号を通る。

### 路線データ
- 起点：福岡県みやま市瀬高町下庄（瀬高駅前交差点、JR九州鹿児島本線 瀬高駅前）
- 終点：福岡県みやま市瀬高町下庄（緑町交差点、国道209号交点）
- 総延長：466 m

## 地理

### 通過する自治体
- みやま市

### 交差する道路
| 交差する道路 | 交差する場所 | 交差する場所      |
| ------------ | ------------ | ----------------- |
| 国道209号    | 瀬高町下庄   | 緑町交差点 / 終点 |

### 沿線
- JR九州鹿児島本線 瀬高駅
- 瀬高警察署 駅前交番
- JRバス留置場（現在は堀川バスが使用している）
- ひかり通り（商店街）
- 熊川漬物